# Dopolavoro Aziendale Falck 1938-1939
Questa voce raccoglie le informazioni riguardanti il Dopolavoro Aziendale Falck nelle competizioni ufficiali della stagione 1938-1939.

## Rosa
| N. |                   | Ruolo | Calciatore        |
| -- | ----------------- | ----- | ----------------- |
|    | Italia (bandiera) | A     | Bruno Anastasi    |
|    | Italia (bandiera) | C     | Giacomo Bellotti  |
|    | Italia (bandiera) | P     | Aristide Bossi    |
|    | Italia (bandiera) | C     | Giulio Caldirola  |
|    | Italia (bandiera) | A     | Luigi Caliari     |
|    | Italia (bandiera) | C     | Giuseppe Casati   |
|    | Italia (bandiera) | D     | Giuseppe Comitani |
|    | Italia (bandiera) | D     | Mario Comotti     |
|    | Italia (bandiera) | A     | Giuseppe Corti    |
|    | Italia (bandiera) | C     | Bruno Magni       |

| N. |                   | Ruolo | Calciatore       |
| -- | ----------------- | ----- | ---------------- |
|    | Italia (bandiera) | A     | Alberto Meroni   |
|    | Italia (bandiera) | A     | Evasio Rivalta   |
|    | Italia (bandiera) | A     | Sante Rossetti   |
|    | Italia (bandiera) | A     | Emilio Sardi     |
|    | Italia (bandiera) | D     | Giuseppe Seregni |
|    | Italia (bandiera) | C     | Giuseppe Taccani |
|    | Italia (bandiera) | A     | Pierino Tinelli  |
|    | Italia (bandiera) | A     | Giovanni Toppan  |
|    | Italia (bandiera) | C     | Egidio Viganò    |
|    | Italia (bandiera) | A     | Augusto Zampa    |